# Ataque Escampe
Ataque Escampe és un grup gallec nascut el 2001 en l'ambient estudiantil de Santiago de Compostela i que es caracteritza per la seua aposta per unes lletres reivindicatives, poètiques i humorístiques. Un altre tret fonamental durant els primers anys de la seua trajectòria ha estat la utilització només d'instruments acústics, si bé al disc A grande Evasión (A Regueifa Plataforma, 2009) s'han inclòs alguns elements elèctrics.

## Discografia[calcitació]
Els discs d'Ataque Escampe estan publicats baix llicència Creative Commons a A Regueifa Plataforma:
- Ed Wood e a invasión dos paraugas asasinos (A Regueifa Plataforma, 2007)
- Galicia es una mierda (A Regueifa Plataforma i A Regueifa Discos, 2008)
- Galicia es una fiesta (A Regueifa Plataforma i A Regueifa Discos, 2008)
- A grande evasión (A Regueifa Plataforma i A Regueifa Discos, 2009)